# マーガレット・ヘファーナン
マーガレット・ヘファーナン（Margaret Heffernan 1955–）は、起業家、CEO、作家、基調講演者。テキサス生まれ、オランダで育つ。ケンブリッジ大学修士号、2011年にMBA課程の講師を務めていたバース大学から名誉学位を授与され、同大学経営学部顧問委員会委員を委嘱される。2018年現在、バース大学経営学部の非常勤講師を務める傍ら父の創業したスーパーマーケットチェーンデューンズ・ストア（英語）を含む複数の会社を経営、夫と2人の子供と大学のあるバース郊外に住んでいる。

## 来歴
イギリスではBBCに13年間勤め、多岐にわたるラジオやテレビ番組を制作、独立して起業するとテレビ制作関連の任意団体IPPAとMarlin Gas Trading Ltd.を経営した。アメリカ合衆国ではCMGI、InfoMation、iCast社、ZineZone CorporationおよびInformation Corporationで最高経営責任者などの職にあった。
社会人としての振り出しはBBCラジオ入局で、ドキュメンタリー番組制作に配属されて脚本演出を手がける。テレビ番組制作に転じ、ドラマおよびドキュメンタリーの帯番組制作を経て独立。独立系テレビプロデューサーの組合IPPAの運営に当たると、イギリスで最も信頼できるロビー組織と評された（フィナンシャル・タイムズ評）。
アメリカに戻るとテレビ業界から広告業界へ進み、やがて映像メディアが変革期を迎えると予測、テレビ主流からマルチメディアへ焦点を移す課程で会社5社を創業期から経営する。インタラクティブ・メディア開発で大手企業を顧客にした経験を活かすと、ビジネスと効果的なリーダーシップを主題にした著作5冊を執筆する。起業家精神について教える一方、InfoMationでは指導者育成企業でエグゼクティブのメンターを担当。
ヘファーナンが説く最も包括的なテーマとは、経営者が組織内に埋もれている才能を認識し解放する必要性である。主に重大な課題を扱い、従来の価値観に積極的に疑問を投げかけ続けるというスタイルを貫く。また自らがかつて経営陣の男女給与格差を是正しようとして苦しい立場に置かれた経験を踏まえ、職位にかかわらず女性に労働市場における男女格差をただす方策を伝えている。
継続的なイノベーションや社内の才能を育てるリーダーの役割などについて、企業、団体、大学から講演を要請される。なお持論は会社の成功を支えるのは職場で重んじられがちな個人主義ではなく、従業員間の良好な人間関係だと説く。
テレビ番組の現場では制作側ばかりでなく、2007年に取材対象としてリアリティ番組「The Secret Millionaire」（英語）（チャンネル4）に出演、秘密の篤志家としてノッティンガムで撮影を行い3万イギリスポンドを寄付している（12月19日放送）。

## 教職
- サイモンズ大学（英語）　経営学カレッジ起業学教授
- バブソン大学　レジデント経営者（Executive-in-Residence）（英語）
- ダブリン・シティ大学　非常勤講師[13]
- バース大学　経営学部非常勤講師[5]

## 受賞歴
父の故郷ダブリンで生活困窮者向けの基金People in Need Trustに寄付し、1988年に市制100周年記念Dublin City Millennium Awardを表彰される。翌1989年には広くダブリン市と市民に貢献したとして創設後まもないDublin City Lord Mayor's Award（ダブリン市長表彰）を、Frank Feely、Ronnie  Delaney、Eamonn Coghlanと同時にBen Briscoeから授けられている。
アイルランドでは、他の国で国家から贈られるレジオンドヌール勲章や、栄誉称号ナイトに匹敵する表彰は国立大学が行うとされている。ヘファーナンが2007年に贈られたユニバーシティ・カレッジ・コーク名誉法学博士号（Degree of Doctor of Laws, honoris causa）は、アイルランドの経済界に寄せた貢献、生活困窮者を支援し続けたこと、また医学界における糖尿病などの研究や教育に加え、看護の発展に資金と提供してきた功績を称えたものである。これはいわばアイルランドの国民賞相当と位置づけられている。同年、アイルランド国立大学傘下のユニバーシティ・カレッジ・ダブリンビジネススクールの図書館に寄付し、アイルランド全域で最も近代的な環境を整備させた。
マスコミ業界にいた1999年の「インターネットの重要人物100人」（Silicon Alley Reporter）に数えられ、「メディアの重要人物100人」（ハリウッド・リポーター）に選ばれる。2001年にはAOLを取材した「Tear Down the Wallシリーズで「Silver SABRE」賞PR部門賞を受賞。2015年には著書『A Bigger Prize: Why Competition isn't Everything and How We Do Better』で「Transmission Prize」を受け、同年TEDより『Beyond Measure: The Big Impact of Small Changes』が刊行される。

## TED、TEDxトーク
経営コンサルタントとして人材開発、男女格差など多角的な視点を重用され、TEDで講演。オーディオブック化されている。邦訳もされた。
- 職場の順位制をやめよう TEDWomen 2015 Why_It_s_Time_to_Forget_the_Pecking_Order_at_Workの講演映像 - TEDカンファレンス（英語）
- 「意図的な無視」の危険性 TEDxDanubia2013 The_Dangers_of_Willful_Blindnessの講演映像 - TEDカンファレンス（英語）
- 対立の意義 TEDGlobal 2012 Dare_to_Disagreeの講演映像 - TEDカンファレンス（英語）

### 推薦する図書
企業経営陣向けの必読書を紹介している。
1. Gentile, Mary C (2010). Giving Voice to Values: How to Speak Your Mind When You Know What's Right. イェール大学出版会. OCLC 940854726[29]
2. Packer, George (2013). The Unwinding: An Inner History of the New America. New York, N.Y.: Farrar, Straus and Giroux. ISBN 0374102414. OCLC 901336226[29]
3. Catmull, Ed; Wallace, Amy (2014). Creativity, Inc.: Overcoming the Unseen Forces that Stand in the Way of True Inspiration (Unabridged ed.). Random House. ISBN 0679644504. OCLC 989945244[29]
4. Collins, Tantum; Silverman, David; Fussell, Chris (2015) (音声CD×10枚（12時間）). Team of Teams: New Rules of Engagement for a Complex World. Michael, Paul; McChrystal, General Stanley (朗読). Portfolio. ISBN 161176372X. OCLC 912495069[29]

## 著書
出版年順
- The Naked Truth. Jossey-Bass. (2004). ISBN 978-0-7879-7143-4
- How She Does It. Viking Adult. (2007). ISBN 0-670-03823-7
- Women on Top. Penguin. (2008)
- Willful blindness : why we ignore the obvious at our peril. Walker & Company. (2011). ISBN 9780802719980. NCID BB07527257 フィナンシャル・タイムズの選ぶ2011年ビジネス書大賞で次点[3]
  - Heffernan, Margaret 著、仁木めぐみ 訳『見て見ぬふりをする社会』河出書房新社、2011年。ISBN 4309245692。 NCID BB07624333。（原題はWillful Blindness)
- A Bigger Prize : why competition isn't everything and how we do better. Simon＆Schuster Ltd. (2014). ISBN 978-1471100758　「Transmission Prize」受賞[3]
- (オーディオブック) Beyond measure : the big impact of small changes. TED Books. Margaret Heffernan (朗読). New York: Simon and Schuster Audio. (2015). ISBN 1442381663. OCLC 915785799 録音時間：2時間40分、TEDの講演に基づく[3]。
- Heffernan, Margaret 著、鈴木あかね 訳『小さな一歩が会社を変える』朝日出版社〈TED books〉、2017年。ISBN 9784255010229。 NCID BB25198791。

## 参考資料
- “Secret Millionaire (UK); Season 2 Episode 6 : Margaret Heffernan” (英語). TV.com.   CBS Interactive Inc.. 2019年1月21日閲覧。
- Text of the introductory address delivered by: Dr Michael Murphy, President, University College Cork (PDF) (Report) (英語). ユニバーシティ・カレッジ・コーク. 2007年9月20日. 2017年10月30日時点のオリジナル (pdf)よりアーカイブ。
- “Margaret Heffernan (49 mins) First Broadcast: 5.05PM Monday 19 Jan 2009    More4” (英語).   Channel 4 (2009年1月19日). 2009年6月27日時点のオリジナルよりアーカイブ。2019年1月21日閲覧。
- Secret Millionaire Star speaks at Female Entrepreneurship Seminars (pdf) (Report). Chartered Institute of Management Accountants (CIMA). 2010年. 2019年1月21日閲覧。
- “Women in business”. The Corkman. (2010年4月15日) 2019年1月21日閲覧。
- “Honorary Graduates”.   バース大学 (2011年). 2018年1月2日時点のオリジナルよりアーカイブ。2018年10月30日閲覧。
- Heffernan (2014年). “Biography” (英語). mheffernan.com.   Margaret Heffernan. 2019年1月20日時点のオリジナルよりアーカイブ。2014年11月3日閲覧。
- “Margaret Heffernan”.   Insider Inc. 2019年1月21日閲覧。
- “Margaret Heffernan” (英語). Huffington Post. 2018年7月13日時点のオリジナルよりアーカイブ。2014年11月4日閲覧。
- Carpenter, Caroline (2015年2月12日). “Heffernan and Baggini share Transmission Prize” (英語).   Bookseller Media Ltd. 2019年1月21日閲覧。
- “Margaret Heffernan” (英語) (2015年). 2018年10月30日閲覧。
- Gauraw, Kumar. “Margaret Heffernan Brilliant TED Talk – Dare to Disagree” (英語). 2015年5月13日閲覧。
- Montini, Laura (2015年5月29日). “Why Successful Companies Are Built on a Culture of Helpfulness”.   Inc.. 2019年1月21日閲覧。
- “Disagreement is not disloyalty” (英語).   SmartCompany. 2015年5月13日閲覧。
- Previous Recipients of the Lord Mayor's Awards : (pdf) (Report). Dublin City Council. 2019年1月21日閲覧。
- “strategy+business: Margaret Heffernan's Required Reading”. s+b Blogs.   PwC (2016年11月9日). 2019年1月21日閲覧。
- Keogh, Olive (2017年12月15日). “The ongoing struggle to bridge the gender pay gap : Closing the divide is not just about more money. It’s really about fair play”.   Irish Times. 2019年1月21日閲覧。
- Campbell, Lisa (2018年8月31日). “Zephaniah and Heffernan to headline BA Conference” (英語). 2018年10月31日時点のオリジナルよりアーカイブ。2018年10月30日閲覧。
- Paul, Mark (2018年9月15日). “Dunnes Stores withdraws from talks to buy Donnybrook Fair : Opportunity knocks for one of Dunnes Store's rivals” 2019年1月21日閲覧。
- “Heffernan, Margaret 1955-” (英語).  Worldcat. 2011年11月6日閲覧。
- “International businesswoman and writer Margaret Heffernan” (英語).   BBC. 2018年10月30日閲覧。[リンク切れ]
- “Margaret Heffernan” (英語). 2018年10月30日閲覧。
- Conference Programme : Public Service Motivation and commitment in the Maltese Public Service: The impact of Career Growth Opportunities and P-O Fit (Report). Irish Academy of Management. 2018年9月4日.
- Heffernan, Margaret (Dublin City University); Harney, Brian (Dublin City University); Cafferkey, Kenneth (Universiti Tun Abdul Razak); Dundon, Tony (University of Manchester) (2018年9月4日). In your eyes: Unpacking employee perceptions of HRM system strength (Report). Irish Academy of Management. 2019年1月21日閲覧。
- “Margaret Heffernan, the collaborative capitalist” (英語).   フィナンシャル・タイムズ. 2018年10月30日閲覧。
- “Executive Mentors” (英語).   Merryck & Co. 2019年1月21日閲覧。